# Nutracêutica

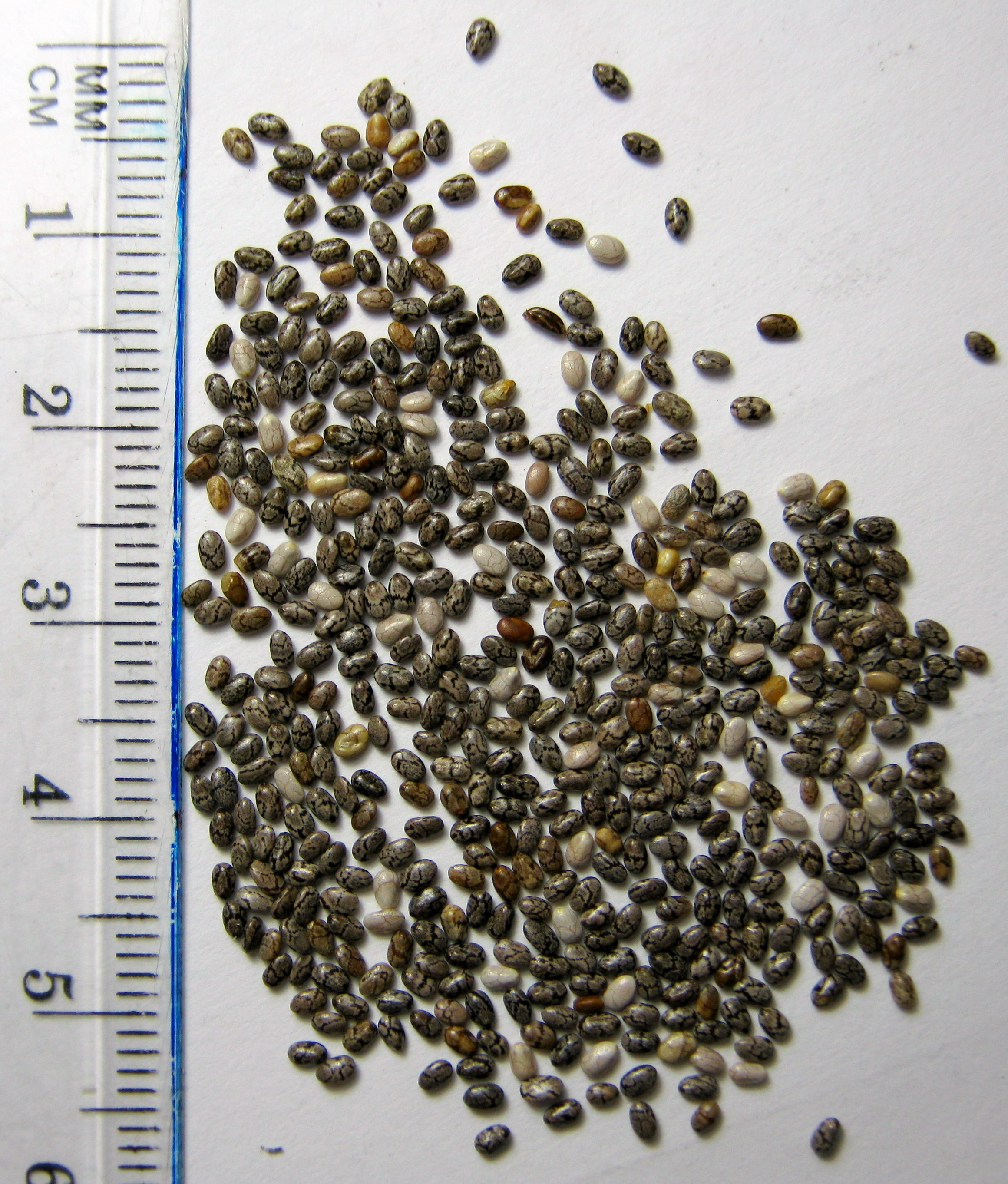
Sementes de Chia são tidos como ricas fontes de minerais, aminoácidos essenciais e ômega 3.

Nutracêutica é considerada por alguns como uma nova disciplina científica (por enquanto, o termo é mais utilizado em marketing que pela comunidade científica no seu todo), resulta da combinação dos termos "nutrição" e "farmacêutica" e estuda os componentes fitoquímicos presentes nas frutas, legumes, vegetais e cereais, dispondo-se a investigar as ervas, folhas, raízes (Plantas Medicinais) e cascas de árvores para descobrir seus benefícios à saúde e possíveis curas de doenças. O termo foi criado por Stephen DeFelice em 1989.
O termo nutracêutico vem da junção entre nutriente e farmacêutico, sendo definido como alimentos ou parte de alimentos que apresentam benefícios à saúde, incluindo a prevenção e/ou tratamento de doenças. Podem variar de nutrientes isolados, diferentes tipos de dietas, suplementos dietéticos, alimentos geneticamente modificados, produtos plant-based, produtos processados (cereais, sopas e bebidas) e entre outros.
Seu objetivo principal é ser uma alternativa terapêutica ao fornecerem benefícios para uma melhora do estado nutricional e de saúde dos indivíduos atuando principalmente no balanceamento da microbiota intestinal. Porém, estudos comprovam que seu uso exagerado e sem acompanhamento especializado pode acarretar riscos ao corpo humano, como intoxicações, resistência a antibióticos pelo uso de probióticos ou distúrbios gastrointestinais como flatulência e cólica pelo uso de prebióticos

A ANVISA (Agência Nacional de Vigilância Sanitária) não reconhece o termo “nutracêutico”, porém a Resolução da Diretoria Colegiada - RDC n°243 de 2018 apresenta a definição de substâncias bioativas, na qual é a que mais se aproxima da definição de nutracêuticos, isto é: “nutriente ou não nutriente consumido normalmente como componente de um alimento, que possui ação metabólica ou fisiológica específica no organismo humano”.

## História
Os nutracêuticos foram vistos pela primeira vez em 1989 pela Foundation for Innovation in Medicine (Nova Iorque, EUA) para dar nome a essa área de pesquisa biomédica.
Os nutracêuticos nutritivos selecionados na época foram: fibra dietética, ácidos graxos poliinsaturados (como o óleo de peixe), proteínas, peptídeos, aminoácidos e cetoácidos, minerais, vitaminas antioxidantes e outros tipos de antioxidantes (glutationa, selen, etc.).  Os pesquisadores aprofundaram em cada substância, para que assim conseguissem obter mais informações e evoluíssem rapidamente.
Um exemplo de componente nutracêutico que sofreu muitas transformações é a fibra alimentar, na qual no século XVII a palavra foi usada para as substâncias de origem vegetal, já no século XVIII, foi relacionada com a qualidade alimentar. Com as pesquisas, em 1976 desenvolveram técnicas para determinar a sua quantidade nos alimentos, mas em 1985 reconheceram o primeiro método oficial. E, por fim, somente em 2008 que se definiu a fibra alimentar. Ademais, no período hodierno elas são relacionadas com a produção de suplementos prebióticos, que auxiliam na melhoria do trato gastrointestinal.
Em 2002, os nutracêuticos representavam um segmento de rápido crescimento da indústria de alimentos, em que o mercado estava estimado em U$30 bilhões, crescendo 5% ao ano. Atualmente, o mercado de nutracêutico na América do Norte foi projetado para registrar um CAGR de 6,4% de 2020 a 2025.
Além disso, os profissionais de saúde consideram a prevenção e o tratamento com nutracêuticos como um instrumento na manutenção da saúde e para atuar contra algumas das doenças mais emergentes no mundo, como a obesidade e diabetes, promovendo assim uma boa saúde, maior tempo e qualidade de vida.

## Classificação
Os nutracêuticos podem ser classificados em três categorias principais: fonte alimentar, propriedade funcional e natureza química.
- Fonte alimentar pode ser subdividida a partir da origem vegetal, a exemplo do licopeno, ou da origem animal, como o ácido docosa-hexanóico (DHA), um dos ácidos graxos presentes no ômega 3.[3]
- Propriedades funcionais, são classificadas como antioxidantes, anticarcinogênicos, hipocolesterolêmicos, anti-inflamatórios, hipotensivos e antibacterianos.[3]
- Natureza química, são agrupados em compostos fenólicos, carotenóides, proteínas, peptídeos, aminoácidos ou cetoácidos, minerais e vitaminas.[9]

## Termos Correlatos
- Alimentos funcionais são  aqueles alimentos que, devido ao seu valor nutritivo e sua composição química, diminuem muito o risco do desenvolvimento de doenças cardíacas, metabólicas, câncer, entre outras. Além disso, eles são ricos em ferro, ômega-3, ômega-6, antioxidantes, encontrados no brócolis, beterraba, tomate, espinafre e rúcula, por exemplo.[10]
- Suplemento alimentar, segundo a ANVISA (Agência Nacional de Vigilância Sanitária) é um “produto para ingestão oral, apresentado em formas farmacêuticas, destinado a suplementar a alimentação de indivíduos saudáveis com nutrientes, substâncias bioativas, enzimas ou probióticos, isolados ou combinados".[5]

A principal diferença entre estes termos está na sua obtenção. Os nutracêuticos, por exemplo, são obtidos a partir do alimento, como o licopeno obtido do tomate, e que se apresenta na forma de cápsula. Já o suplemento alimentar é uma mistura de substâncias isoladas que juntas incorporam ao organismo os micronutrientes que estão em deficiência.